# Wildcat (film, 2023)
Pour les articles homonymes, voir Wildcat.
Pour plus de détails, voir Fiche technique et Distribution.
Wildcat est un film américain réalisé par Ethan Hawke et sorti en 2023. Il s'agit d'un film biographique sur l'écrivaine Flannery O'Connor.
Il est présenté au festival du film de Telluride puis au festival international du film de Toronto 2023.

## Fiche technique
Sauf indication contraire, les informations mentionnées dans cette section peuvent être confirmées par la base de données cinématographiques IMDb,  présente dans la section « Liens externes ».
- Titre original : Wildcat
- Réalisation : Ethan Hawke
- Scénario : Ethan Hawke et Shelby Gaines
- Musique : n/a
- Direction artistique : Stephen Manka
- Décors : Sarah Young
- Costumes : Amy Andrews
- Photographie : Steve Cosens
- Montage : Barry Poltermann
- Production : Kevin Downes, Jon Erwin, Joe Goodman, Ethan Hawke, Ryan Hawke, Daryl C. Lefever, Cory Pyke

Producteurs délégués : Wojtek Frykowski, Shelby Gaines, Eric Groth, Maya Hawke, Brian Tetsuro Ivie, Gregory Daniel King, David J. Kingland et Ralph Winter
- Sociétés de production : Good Country Pictures, Kingdom Story Company, Renovo Media Group et Under the Influence Productions
- Sociétés de distribution : CAA Media Finance / UTA Independent Film Group
- Budget : n/a
- Pays de production :  États-Unis
- Langue originale : anglais
- Format : couleur
- Genre : drame biographique
- Durée : 103 minutes
- Dates de sortie[1] :
  - États-Unis : 1er septembre 2023 (festival de Telluride)
  - Canada : 11 septembre 2023 (festival de Toronto)
  - États-Unis : 3 mai 2024 (limitée)

## Distribution
- Maya Hawke : Flannery O'Connor
- Laura Linney : Regina
- Rafael Casal : O. E. Parker
- Steve Zahn
- Cooper Hoffman : Manley Pointer
- Willa Fitzgerald
- Alessandro Nivola
- Vincent D'Onofrio
- Philip Ettinger : Cal Lowell

## Production
Renovo Media Group finance un film biographique sur Flannery O'Connor, produit par Cory Pyke, Eric Groth et David Kingland ainsi que par Joe Goodman (Good Country Pictures), Ryan Hawke et Ethan Hawke (Under the Influence Productions). Maya Hawke est également créditée comme productrice déléguée. Sur Instagram, Ethan Hawke déclare « Maya travaille dur depuis des années pour monter ce projet, et nous sommes reconnaissants d'avoir l'opportunité de présenter à une nouvelle génération de cinéphiles le génie de Flannery O'Connor... Son travail explore des thèmes importants pour tous les artistes - le l'intersection de la créativité et de la foi, la relation floue entre l'imagination et la réalité. »
En janvvier 2023, Maya Hawke est rejointe par plusieurs actrices et acteurs : Laura Linney, Philip Ettinger, Rafael Casal, Steve Zahn, Cooper Hoffman, Willa Fitzgerald, Alessandro Nivola et Vincent D'Onofrio.
Le tournage débute en janvier 2023 à Louisville dans le Kentucky. Les prises de vues se déroulent également à Shelbyville et Frankfort,.

## Sortie
Le film sera présenté en avant-première au festival international du film de Toronto 2023,.